# Fundació Illes Balears
Die Fundació Illes Balears ist eine spanische Stiftung zur Förderung von kulturellen Projekten auf den Balearischen Inseln. Der Zweck der Stiftungszweck ist der Erwerb und die Erhaltung von Fincas, Gebäuden und historischen Stätten in ländlichen und städtischen Gebieten, die für die Geschichte und Architektur der Balearen typisch, bedeutsam und erhaltenswert sind. Der Sitz der Stiftung ist in Palma de Mallorca.
Die Stiftung wurde am 30. Dezember 1988 von 33 Persönlichkeiten aus der Region der Balearischen Inseln gegründet.

## Kulturgüter im Stiftungseigentum
- Can Ros, Ethnographisches Museum und Garten, 5000 m² in Puig de Missa de Santa Eulària des Riu auf Ibiza
- Castillo de Sant Elm, historisches Verteidigungsanlage, Hospiz und Wohnhaus, 700 m², in einem 38.000 m² Waldgebiet in Andratx auf Mallorca

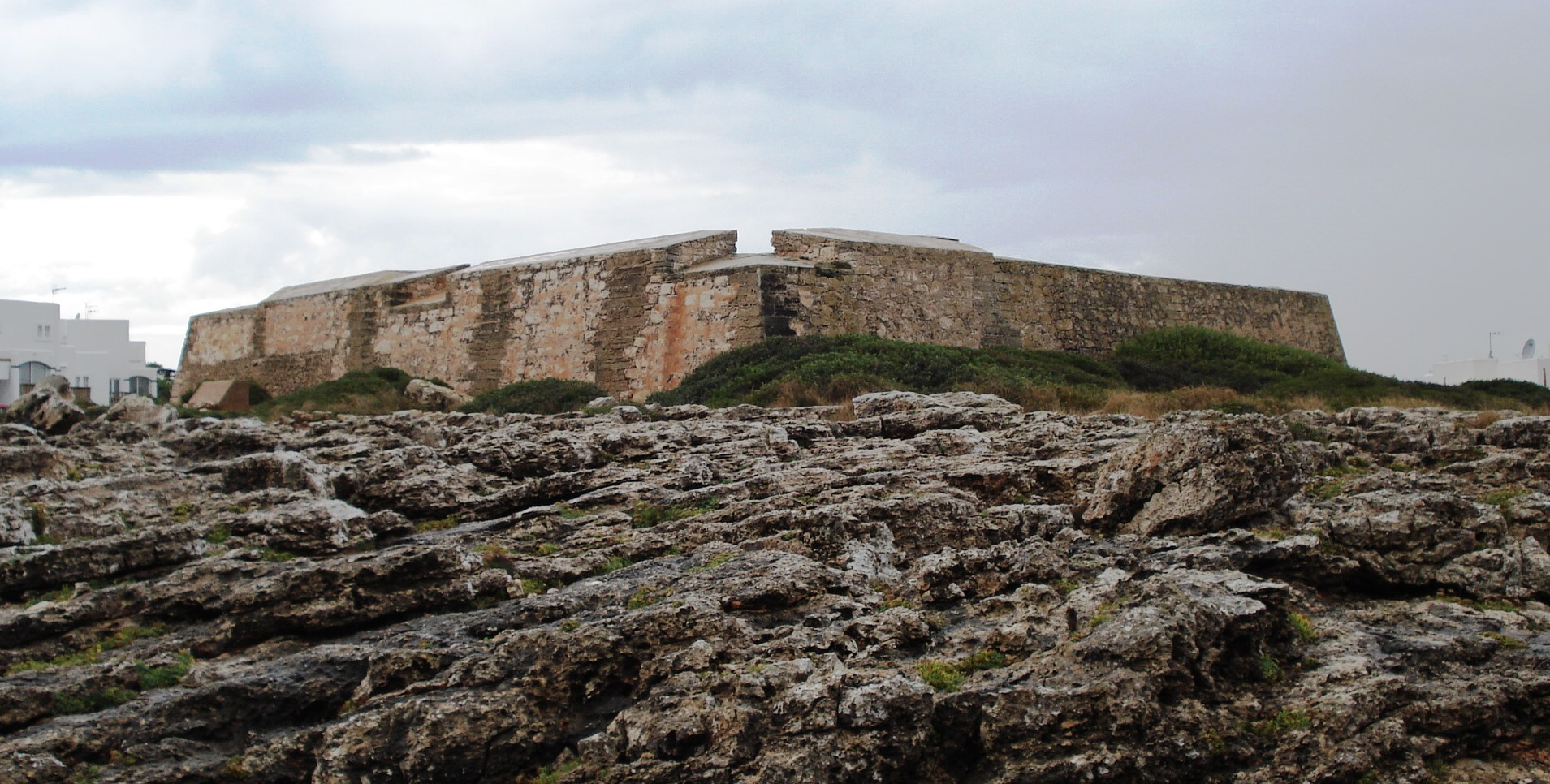
Es Forti von der Seeseite

- Es Fortí, historische Festung in Cala d’Or auf Mallorca
- Molí Vell de la Mola, historische Windmühle auf Formentera

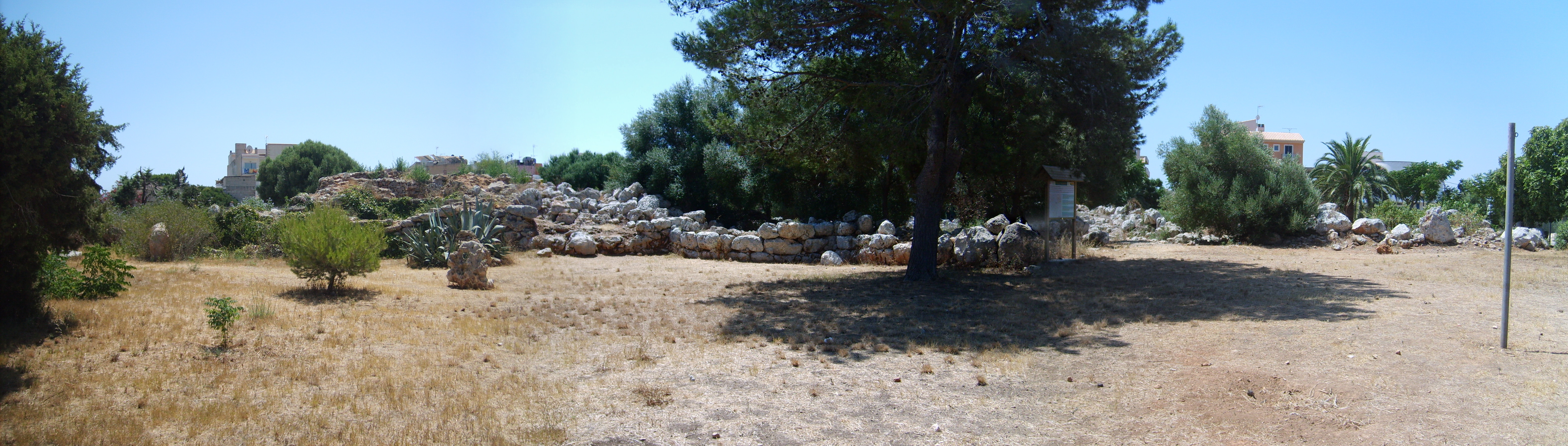
Das talaiotischen Dorf S'illot

- S’Illot, Finca und Naturschutzgebiet, 600.000 m², Talaiotische Siedlung von S’Illot, in Albufera de Mallorca auf Mallorca
- Son Pax, typisches Stadthaus, in Palma de Mallorca

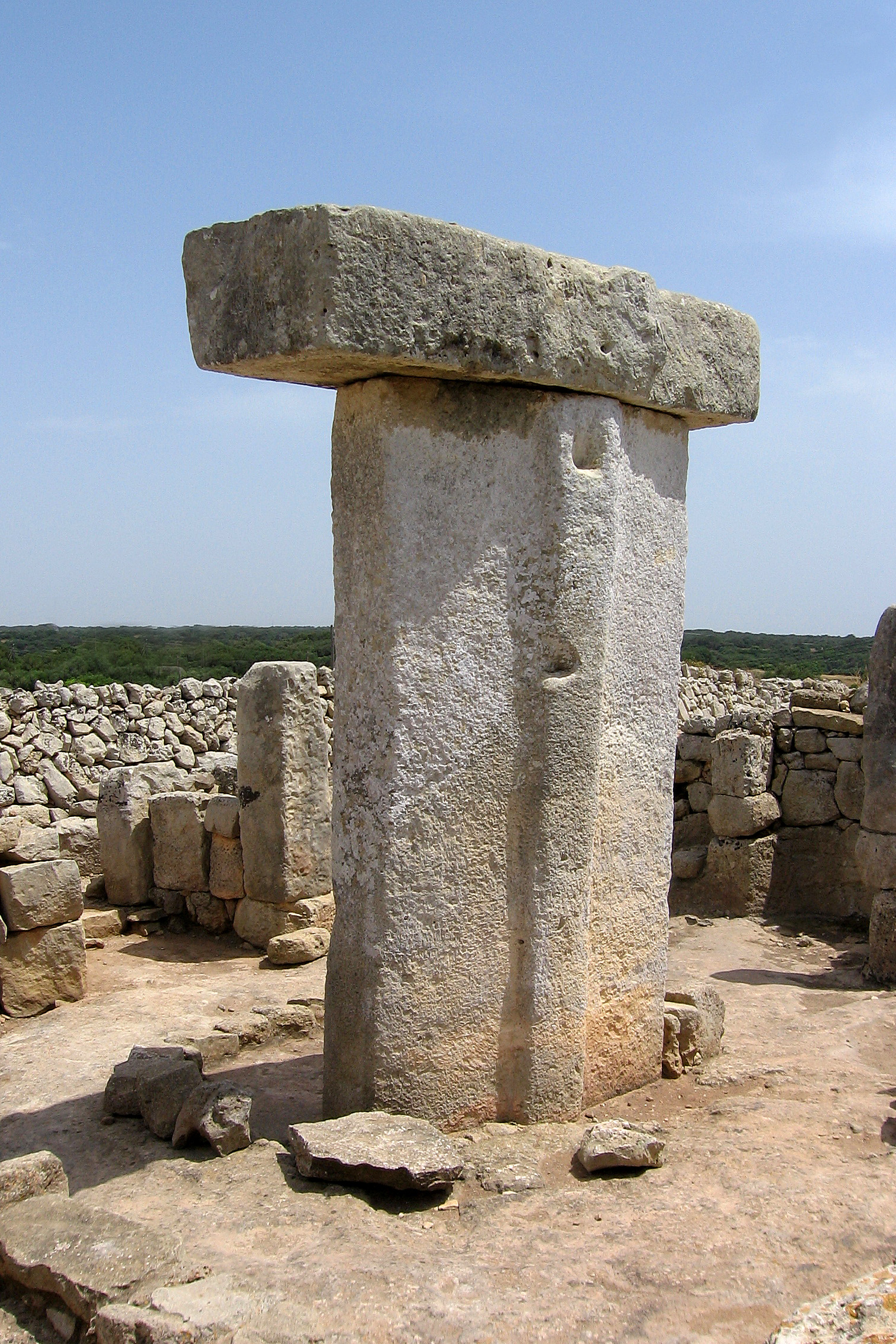
Die Taula von Torralba d’en Salord

- Torralba d’en Salord, talaiotische Siedlung, auf Menorca